# Viberget
Viberget är ett naturreservat i Vindelns kommun i Västerbottens län.
Området är naturskyddat sedan 2012 och är 31 hektar stort. Reservatet omfattar de norra sluttningarna av Viberget och består av granskog med inslag av lövträd.